# Freila
El municipi de Freila està situat al nord de la província de Granada. Es troba abrigat per les restes d'una antiga fortalesa musulmana dels segles XII-xiii. Des de la plaça s'observa l'embassament del Negratín com un gran llac interior on contrasta un mantell d'aigua amb unes terres vermelles i seques. Es veuen encara coves habitades amb els seus tests i la seva façana blanca. Té una platja interior, aprofitant un entrant del pantà.

## Origen Etimològic
Rep el nom per la Deessa Froyla, la deessa àrab de la fecunditat, ja que la zona transmetia la sensació de fecunditat en observar una vall fèrtil, regat amb aigües fresques, on hi ha oliveres, fruiteres, moreres i altres productes de l'horta.

## Divisió de la població
| Unitat poblacional                    | Hab.       |
| ------------------------------------- | ---------- |
| Freila Los Lotes Poblado del Negratín | 1.006 27 6 |

- Font: INE Arxivat 2006-06-15 a Wayback Machine..

## Demografia
| 1787 | 1842 | 1860 | 1877 | 1887 | 1897 | 1900 | 1910 | 1920 | 1930 | 1940 | 1950 | 1960 | 1970 | 1981 | 1991 | 1996 | 2001 | 2004 | 2005 |
| ---- | ---- | ---- | ---- | ---- | ---- | ---- | ---- | ---- | ---- | ---- | ---- | ---- | ---- | ---- | ---- | ---- | ---- | ---- | ---- |
| 382  | 890  | 1007 | 1376 | 1646 | 1474 | 1480 | 1984 | 2377 | 2736 | 2892 | 3203 | 1981 | 1501 | 1404 | 1282 | 1133 | 926  | 1019 | 1039 |